# Edward Weston (fotograf)
Edward Henry Weston, född den 24 mars 1886 i Highland Park, Illinois, död den 1 januari 1958 i Carmel-by-the-Sea, Kalifornien, var en amerikansk fotograf.
Weston tillhörde inte kretsen kring Alfred Stieglitz, men kom ändå att bli den ledande gestalten inom den fotografiska purism som Stigelitz' banade väg för och var tydligt influerad av honom. Under 1920-talet ägnade han sig åt abstrakt och realistiskt fotograferande separat, men från 1930 började han kombinera teknikerna för att skapa suggestiva fotografier.